# Động đất Quần đảo Solomon 2007
Động đất Quần đảo Solomon 2007 (tiếng Anh: 2007 Solomon Islands earthquake) là trận động đất xảy ra vào lúc 7:39:56 (UTC+11), ngày 2 tháng 4 năm 2007. Trận động đất có cường độ 8.1 richter, tâm chấn độ sâu khoảng 10 km. Hậu quả trận động đất đã làm 52 người chết, 60 người mất tích.